# Harald Bergelin
Harald Olof Bergelin, född 12 januari 1881 i Karlskrona, död 30 december 1970 i Lund, var en svensk jurist. 
Bergelin, som var son till köpman Alfred Bergelin och Ida Lindström, avlade studentexamen i Karlskrona 1900 och hovrättsexamen i Lund 1905. Efter tingstjänstgöring blev han extra biträde vid länsstyrelsen i Stockholms län 1908, landskanslist och extra länsnotarie i Hallands län 1909, andre länsnotarie i Örebro län 1910, förste länsnotarie 1917 och länsassessor 1919. Bergelin var landssekreterare i Jönköpings län 1933–1946. Han är begravd på Eftra kyrkogård.